# Національний морський музей (Гданськ)
Національний морський музей у Гданську (пол. Narodowe Muzeum Morskie w Gdańsku), до 10 грудня 2013 — Центральний морський музей у Гданську (пол. Centralne Muzeum Morskie w Gdańsku) — національний заклад культури, музей, що обрав за мету діяльності охорону мореплавної спадщини шляхом збору і збереження пам'яток, пов'язаних із судноплавством, водними транспортними засобами, суднобудуванням, рибальством, та поширення знань про них, а також про морську історію Польщі та її економіку.  Музей відомий своїми підводними археологічними дослідженнями у Гданський затоці. Завдяки зусиллям археологів в музеї вдалося зібрати надзвичайно цінні фрагменти оздоблення старовинних кораблів, а також середньовічні вантажі та їх упаковку.
Музей виконує свою місію шляхом проведення наукових досліджень, збереження і реставрації пам'яток, організації виставок та участі в різних музейних об'єднаннях і асоціаціях. Зареєстрований в Державному реєстрі музеїв.
Музей прагне згуртувати навколо себе людей, організації, установи і підприємства, пов'язані з морським господарством, з тим, щоб за їхньої підтримки досягати своїх цілей і виконувати покладені на нього завдання.

## Історія

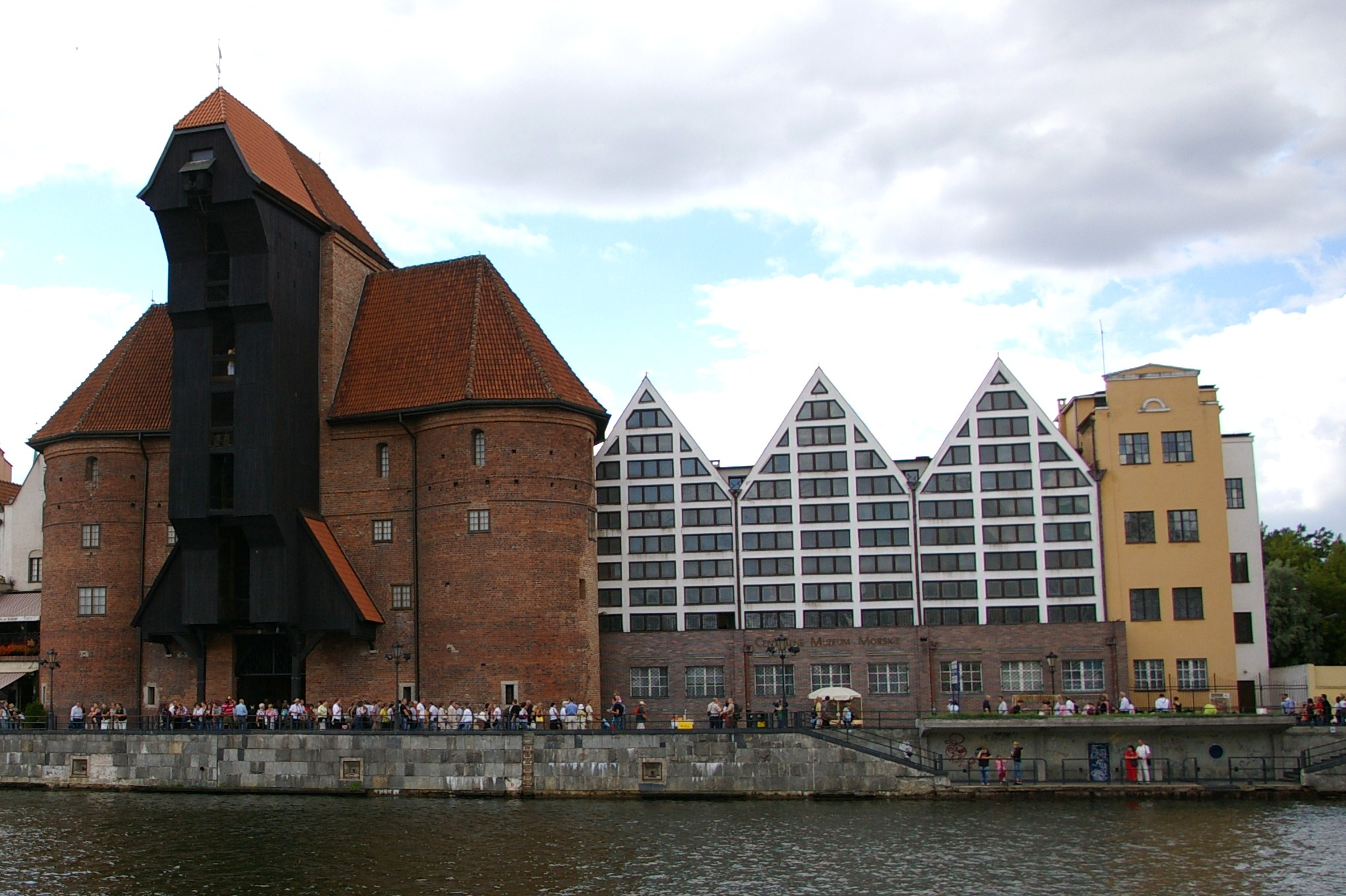
Портовий кран-ворота і будівлі Центрального морського музею (до реконструкції) у Гданську в 2008 році

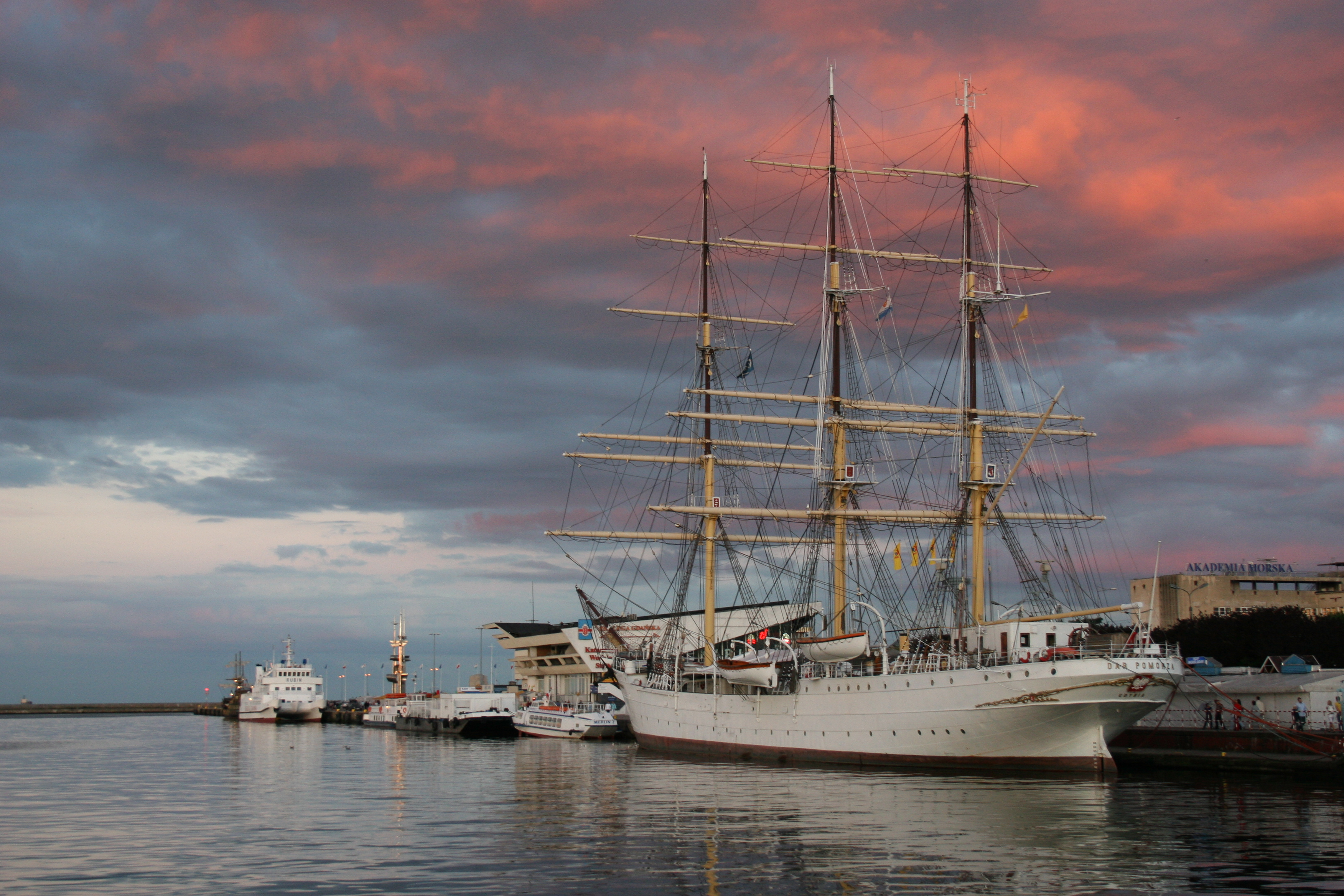
Вітрильник «Дар Помор'я» у Гдині

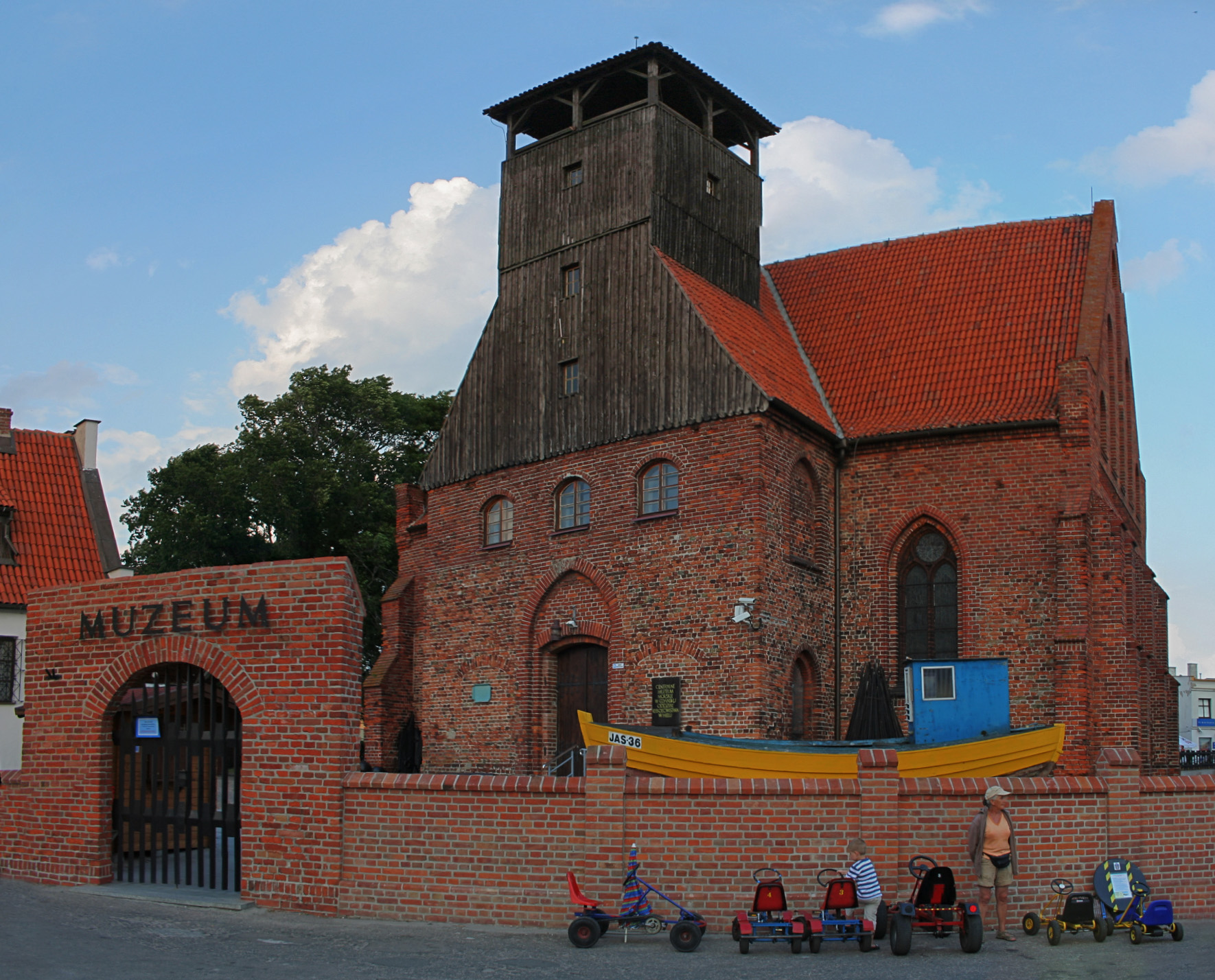
Музей рибальства в Гелі

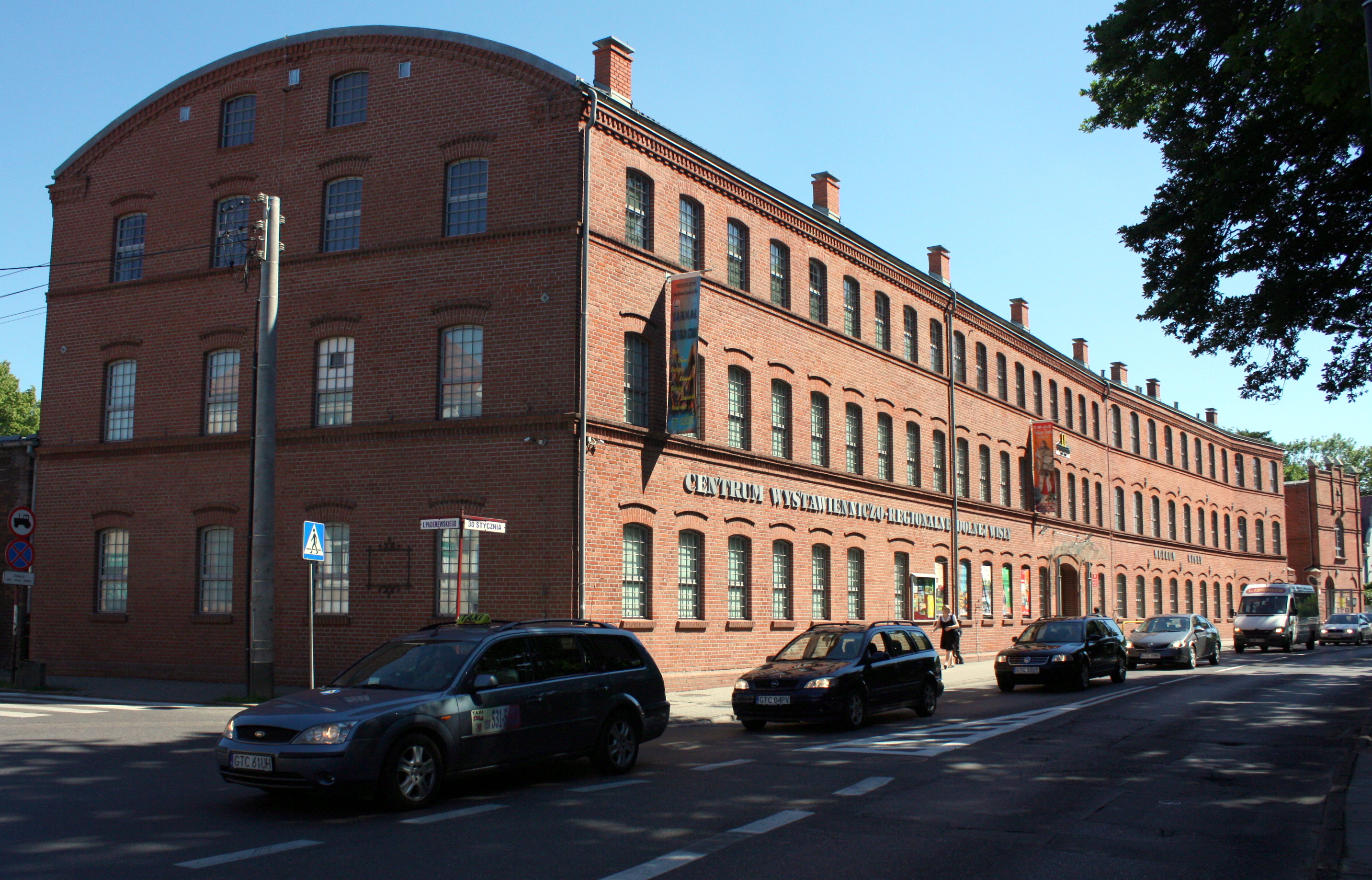
Музей Вісли у Тчеві

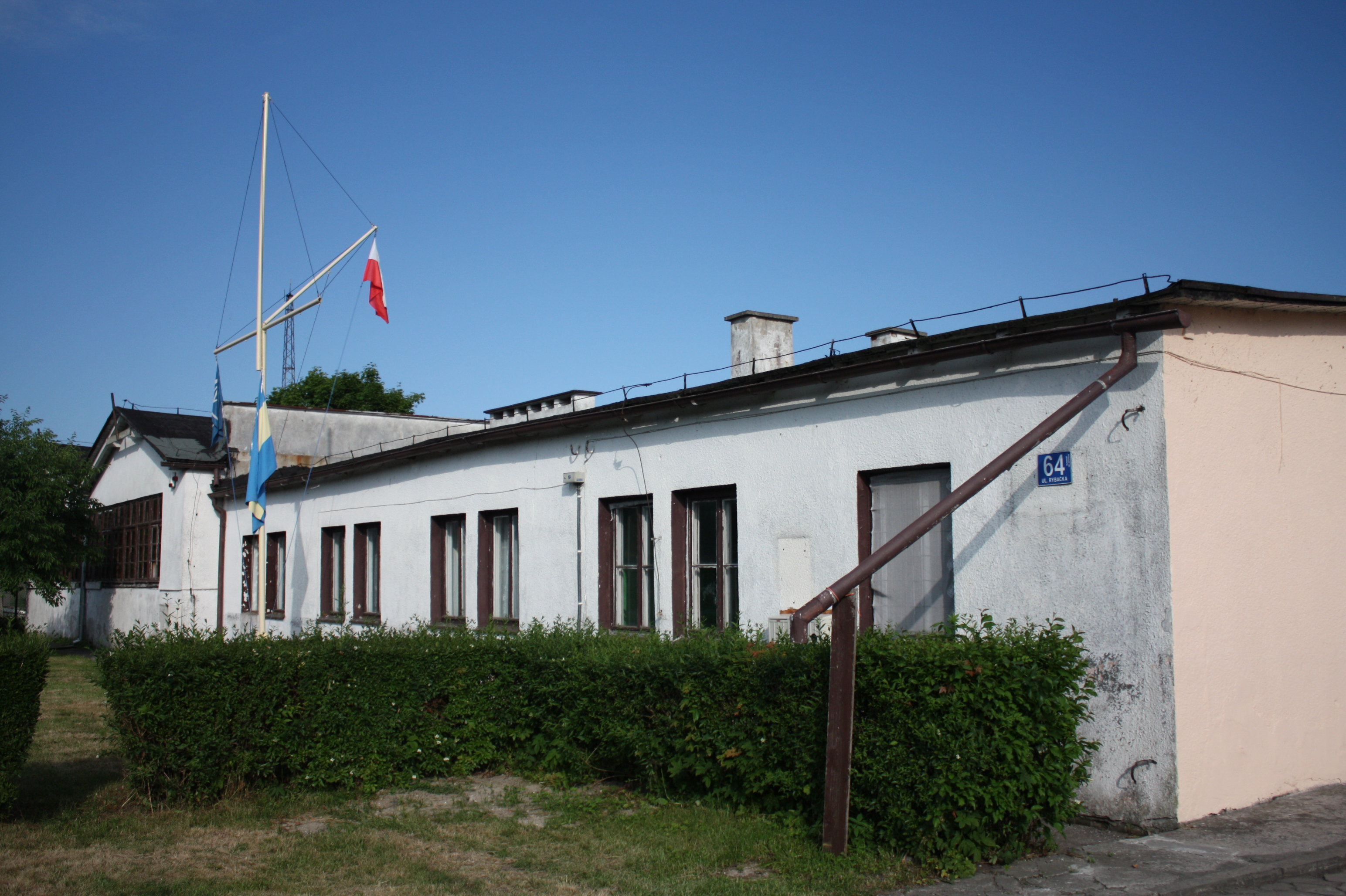
«Музей Вісляного лиману» в с. Конти-Рибацкє

Центральний морський музей бере початок із 1958 року, в якому було засновано Товариство друзів музею. З ініціативи цього товариства і пізнішого директора музею габ. д-ра Пшемислава Смолярека у Дворі Артуса було відкрито виставку «Від весла до ядерної силової установки».
Два роки потому (1 жовтня 1960) при гданському Поморському музеї (нині Національний музей) вдалося створити самостійне відділення під назвою «Морський відділ».
1 січня 1962 року він відокремився і перетворився на самостійну установу, головне приміщення якої розташувалося у гданському «Журавлі» (портовому крані-воротах). 1 жовтня 1972 року міністр культури і мистецтва присвоїв йому звання і статус національного закладу під назвою Центральний морський музей. Нині музей підпорядковується безпосередньо Міністерству культури, яке його фінансує і контролює.
Музей виникав із нічого. За задумом засновників він повинен був стати портово-музейним комплексом, органічно вписаним у саме серце старого Гданського порту, утворюючи ансамбль типових портових споруд, таких як кран-ворота, комори на острові Олов'янка, причальні споруди, плавні засоби. Між тим, 45 років тому Олов'янка лежала в жахливих руїнах, лише «Журавель» було відбудовано після воєнних пошкоджень. Ось чому головний корпус музею розмістився саме там.
Водночас музей втілював у життя концепцію розвитку відділень шляхом освоєння чергових об'єктів.
У червні 1963 було створено перше відділення — Музей маяків у маяку на мисі Розеве (з 1964 року — у віданні Товариства друзів морського музею), а в наступні роки послідовно: Музей рибальства в Гелі (у 1972 році), Музей Вісли в Тчеві та колишній навчальний вітрильник «Дар Помор'я» у Гдині (в 1984).
1988 року відкрито експозиційні зали в коморах «Панна», «Мідь» і «Оливський» на острові Олов'янка, де з 2000 року після відновлення чергових комор «Мала» і «Велика діброва» міститься головний будинок Центрального морського музею.
Улітку 1989 до причалу Олов'янки пришвартувався, ставши кораблем-музеєм, перший морський пароплав «Солдек», побудований на Гданській судноверфі після Другої світової війни.
Першим директором та одним з ініціаторів і творців Центрального морського музею був габілітований доктор Пшемислав Смолярек, який обіймав цю посаду з 1960 року і до смерті в 1991 році. Наступним директором був доцент, габілітований доктор Анджей Збєрський, який у 2001 році вийшов на пенсію. Нині посаду директора займає доктор технічних наук Єжи Літвін, який вступив на посаду 2001 року після перемоги в конкурсі.
У 2013 році міністр культури і національної спадщини Богдан Здроєвський змінив назву установи на Національний морський музей у Гданську. Нова назва діє з 10 грудня 2013 року.